# Валентин Розе-младши
Вижте пояснителната страница за други личности с името Розе.
Валентин Розе-младши е германски химик и фармацевт. От 1797 г. е оценител на Ober Collegium Medicum – надзорен орган за медицинските и фармацевтични професии. През 1800 г. доказва, че диетиловият етер (наричан и серен етер) не съдържа сяра. Открива инулина и пирогроздената киселина.

## Семейство
Валентин Розе-младши е син на химика и фармацевт Валентин Розе Старши и Анна Магдалена Розе. Жени се за Мари Розе, от която има 5 сина и 2 дъщери. Синовете му са Вилхелм, Юлиан, Хайнрих, Валентин и Густав.
Под ръководството на германския химик Мартин Хайнрих Клапрот, Хайнрих става изтъкнат химик, а Густав – минералог и кристалограф. И двамата са професори в Берлинския университет. Дядо е на синовете на Густав – известния хирург Едмунд Розе и на филолога и специалист по библиотечно дело Валентин Розе, директор на Кралската библиотека в Берлин.

## Биография
Валентин Розе-младши е роден на 30 октомври 1762 г. в Берлин. Семейството се установява в този град, където бащата купува аптеката Zum Weißen Schwan („При белия лебед“) и организира в нея и лаборатория. През 1770 г. като помощник при него постъпва химикът и фармацевт Мартин Хайнрих Клапрот, който скоро става близък негов приятел. Въпреки че е само на 27 години, след ранната смърт на Розе-старши, поема грижата за аптеката, става настойник на двамата му сина (Валентин-младши и Кристиан) и се заема с тяхното обучение. По-малкият, Кристиан умира още като дете, а Клапрот продължава да се грижи за Валентин и пробужда в него интерес към естествените науки.
От 1778 г., по съвет на Клапрот, работи в аптека във Франкфурт на Майн, където прекарва 4 години, изучавайки фармацията. През 1782 г се завръща в Берлин и започва работа като помощник в аптеката на покойния си баща. Едновременно с това посещава лекциите на ботаника Йохан Готлиб Гледич и на Клапрот в Collegium medico-chirurgicum. След години на пътувания (1783 – 1785), които го отвеждат в Шчечин и Кьонигсберг, той поема аптеката на баща си, която откупува от семейството си през 1791 г. Успява да ѝ създаде висока репутация, която се простира и извън границите на страната. Със съдействието на Клапрот аптеката става център на химическите и фармацевтични изследвания в Берлин и привлича фармацевти от цяла Германия.
По време на обучението си при Клапрот, Розе-младши му помага при изследванията, като повтаря и проверява всички негови анализи преди публикуване. Доказва наличието на хром в един вид серпентин. През 1797 г. Розе-младши е назначен за втори оценител в Obercollegium medicum. Редувайки се с Клапрот, който е първи оценител, извършва одит на аптеките в Кралство Прусия и работи като проверяващ.
Валентин Розе-младши умира от холера на 10 август 1807 г. в Берлин.

## Научна дейност
Розе-младши открива разлагането на алкално-съдържащи силикати с азотно-баритна сол, открива инулина, изследва натриевия бикарбонат и разработва метода за откриване на арсен. Изследванията му са публикувани в Neues Berliner Jahrbuch für Pharmacie.
От 1800 г. редовно изнася лекции по експериментална химия за членовете на Фармацевтичното дружество в Берлин, на което е съдиректор от 1802 г. и първи директор от 1806 г.
През 1801 г. Розе-младши открива натриевия хидрогенкарбонат (сода за хляб), който получава чрез въвеждане на въглеродна киселина в разтвор на сода. Неговият метод за разграждане на силикатите с помощта на бариев нитрат (1802) става важен за минералогията. През 1805 г. той определя връзката между основите, киселините и водата за серия от соли.
Във връзка с разследването и процеса за убийство на тайния съветник Урсинус, през 1806 г. разработва по-чувствителен метод за откриването на арсен, който се счита за предшественик на класическата технология (проба на Марш). През 1807 г. открива инулина, който изолира от корена на белия оман. Чрез суха дестилация получава Пирогроздена киселина. Той е един от първите последователи на тогавашната нова теория за окисляването на Антоан-Лоран дьо Лавоазие.
Заедно с Фридрих Албрехт Карл Грен е редактор на „Наръчник по фармакология и учебник за лекарствените продукти“ (2. том, 1798 – 1800). Той е един от авторите на Pharmacopea Borussica (1799, второ издание 1804), редактира Revidierte preuß. Apothekenordnung и „Аптечни разпоредби“ (1801), които скоро се превръщат в модел за изработване на такива разпореждания и в други страни. Редактор е на „Берлински годишник за фармация и сродни науки“.